# Hetaerina westfalli
Hetaerina westfalli är en trollsländeart som beskrevs av Racenis 1968. Hetaerina westfalli ingår i släktet Hetaerina och familjen jungfrusländor. Inga underarter finns listade i Catalogue of Life.